# Граффити майя

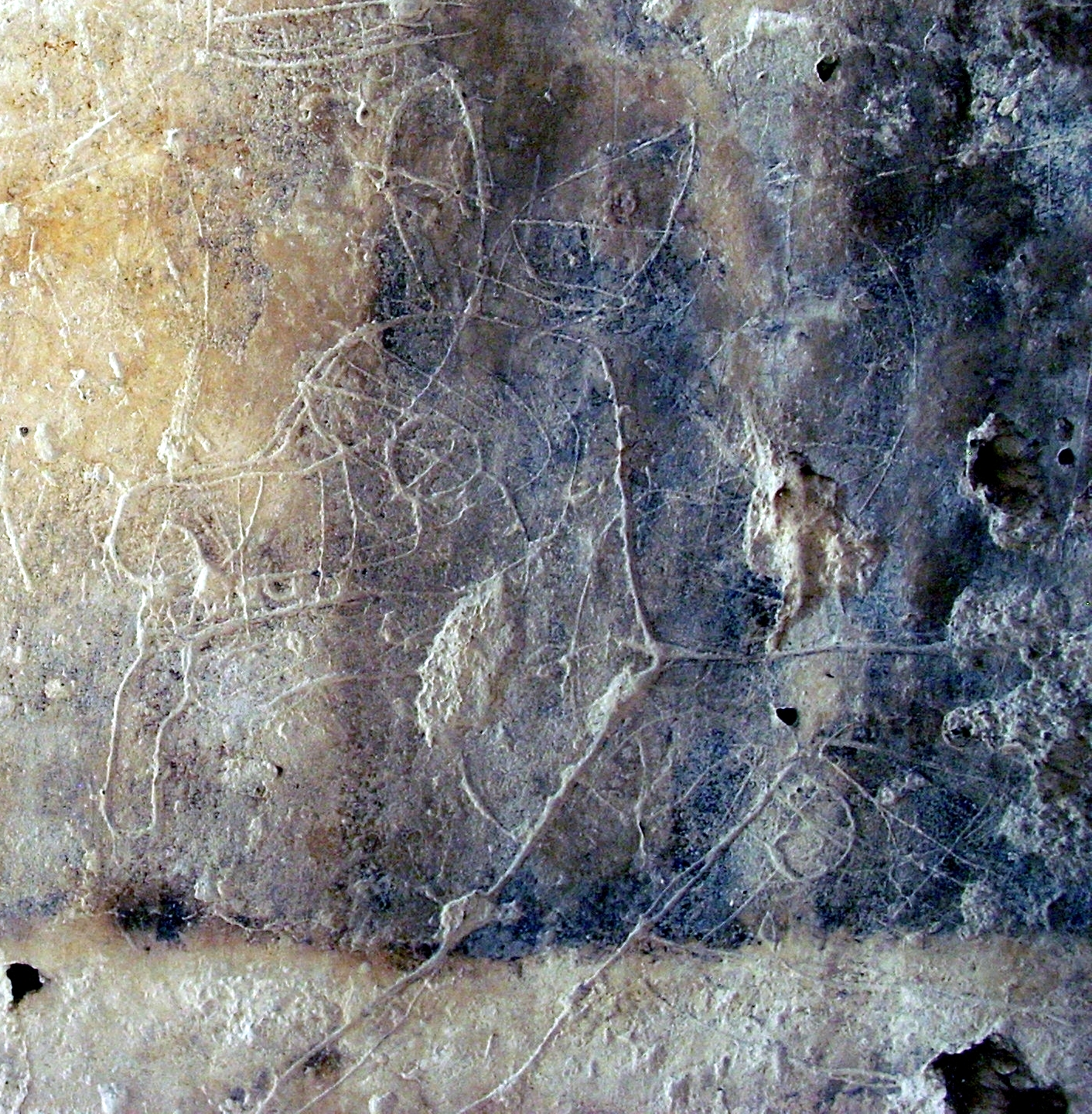
Граффити оленя в Ла-Бланке, Гватемала

Граффити майя — плохо изученная область народного искусства доколумбовой цивилизации майя. Рисунки выцарапывали на оштукатуренных стенах, а также полах, скамьях, любых зданиях, включая пирамидальные храмы, хижины, резиденции и хранилища. Граффити обнаружены в 50 городах майя, особенно много их собрано в Петенском бассейне, южной части штата Кампече и в регионе Ченес на северо-западе Юкатана. На граффити, найденных в Тикале, изображены храмы, люди, боги, животные, флаги и троны. Рисунки часто наносили небрежно, внахлёст, в результате чего неумелые и непрофессиональные работы перекрываются с граффити художников, знакомых с искусством классического периода (250—950 н. э.). Граффити всегда наносили на уже существующие здания, всегда бессистемно и почти никогда они не имеют отношения к расположенным рядом с ними более ранним рисункам. Некоторые работы обнаружены в тёмных углах зданий и узких коридорах.
Многие граффити относят к позднеклассическому (около 550—830 годов н. э.) и конечному классическому (около 830—950) периодам, хотя существуют и более ранние рисунки. Некоторые датированы постклассичесим периодом (около 950—1539). Ранние исследователи не считали граффити важными для изучения, первые зарисовки стал делать Теоберт Малер в конце XIX века.

## Датировка и география
Граффити найдены на всей территории распространения культуры майя: в Сан-Клементе, Чичен-Ице, Хочнобе, Хольмуле, Накуме, Санта-Роса-Штампаке, Тикале, а также Уашактуне. На территории памятника Рио-Бек и на юге Юкатана архитектура майя сохранилась особенно хорошо, и здесь же найдено множество нацарапанных рисунков. На 2013 году в 15 зданиях Рио-Бек обнаружено 464 граффити.
Граффити майя обычно трудно датировать ввиду того, что они могли быть созданы в любой момент после окончания строительства. В большинстве случаев однозначно датировать рисунки оказывается невозможно, однако нет и точно датированных случаев выцарапывания рисунков на позднеклассических зданиях в постклассический период. Проще датировать те рисунки, которые находятся в зданиях, поверх которых позже построили что-то ещё, полностью скрыв раннее сооружение. В Тикале граффити на таких зданиях однозначно датируются доклассическим (2000 год до н. э. — 250 год н. э.), ранним и средним классическими (250—600 годы) периодами. Некоторые граффити из Рио-Бека и Уашактуна могут быть созданы не позже позднеклассического периода. Так в Центральном Акрополе в Тикале скамьи, установленные в двух зданиях между 650 и 750 годами, полностью или частично скрыли более ранние граффити, что позволяет с уверенностью утверждать о том, что их создали не позже XVIII века. Сравнив эти рисунки с другими, которые скамьи не заслоняли, исследователи пришли к выводу о том, что все граффити нанесены примерно в одно время. В Уашактуне вырезанные изображения были окрашены красной краской, что было проинтерпретировано как доказательства авторства местных жителей (а не более поздних поселенцев или прохожих). В Ц’ибатнахе, расположенном в северо-восточной части Петена, около 150 позднеклассических граффити также законсервированы под более новыми архитектурными сооружениями.

Граффити из Ла-Бланки с компьютерной прорисовкой
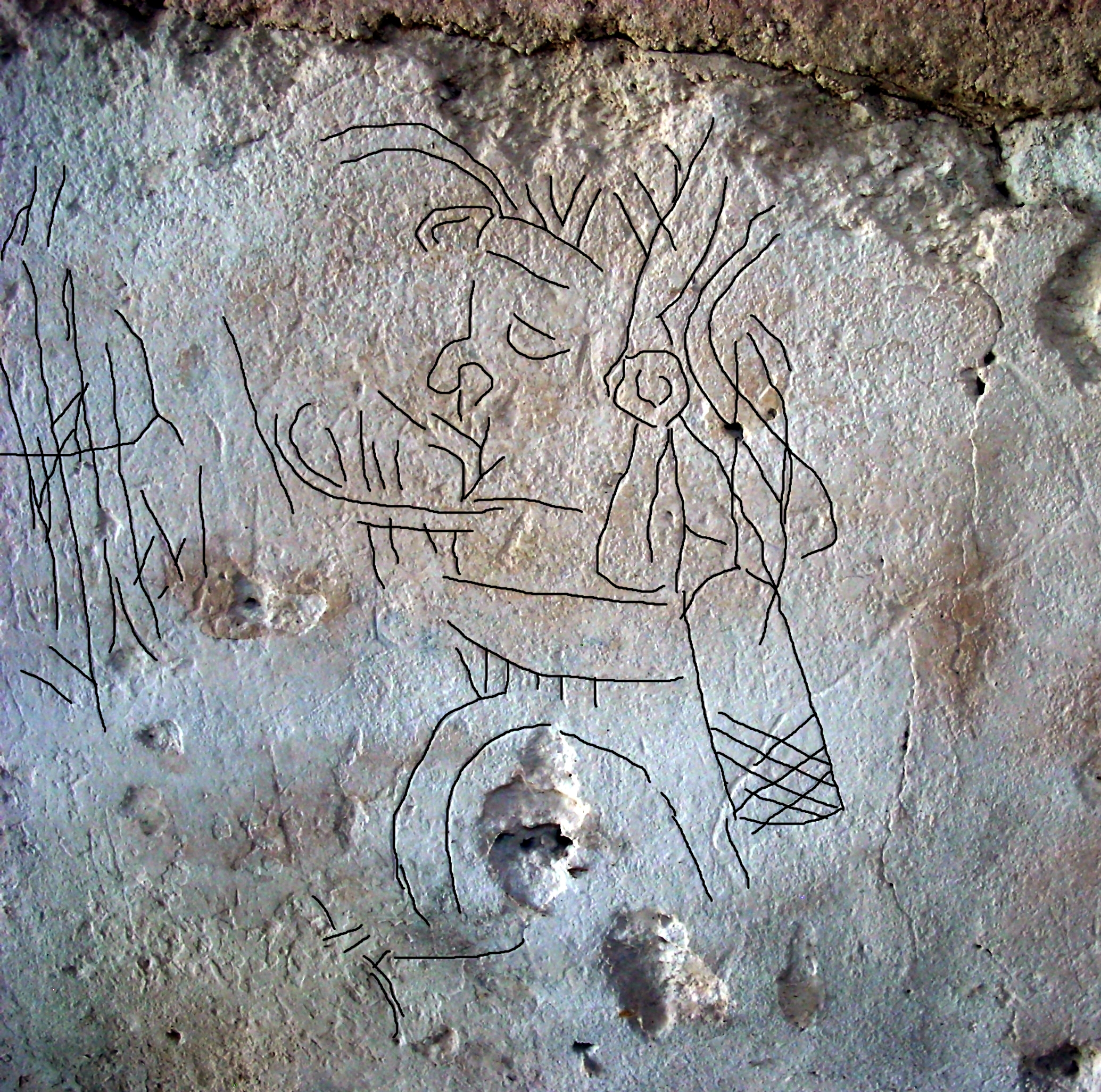
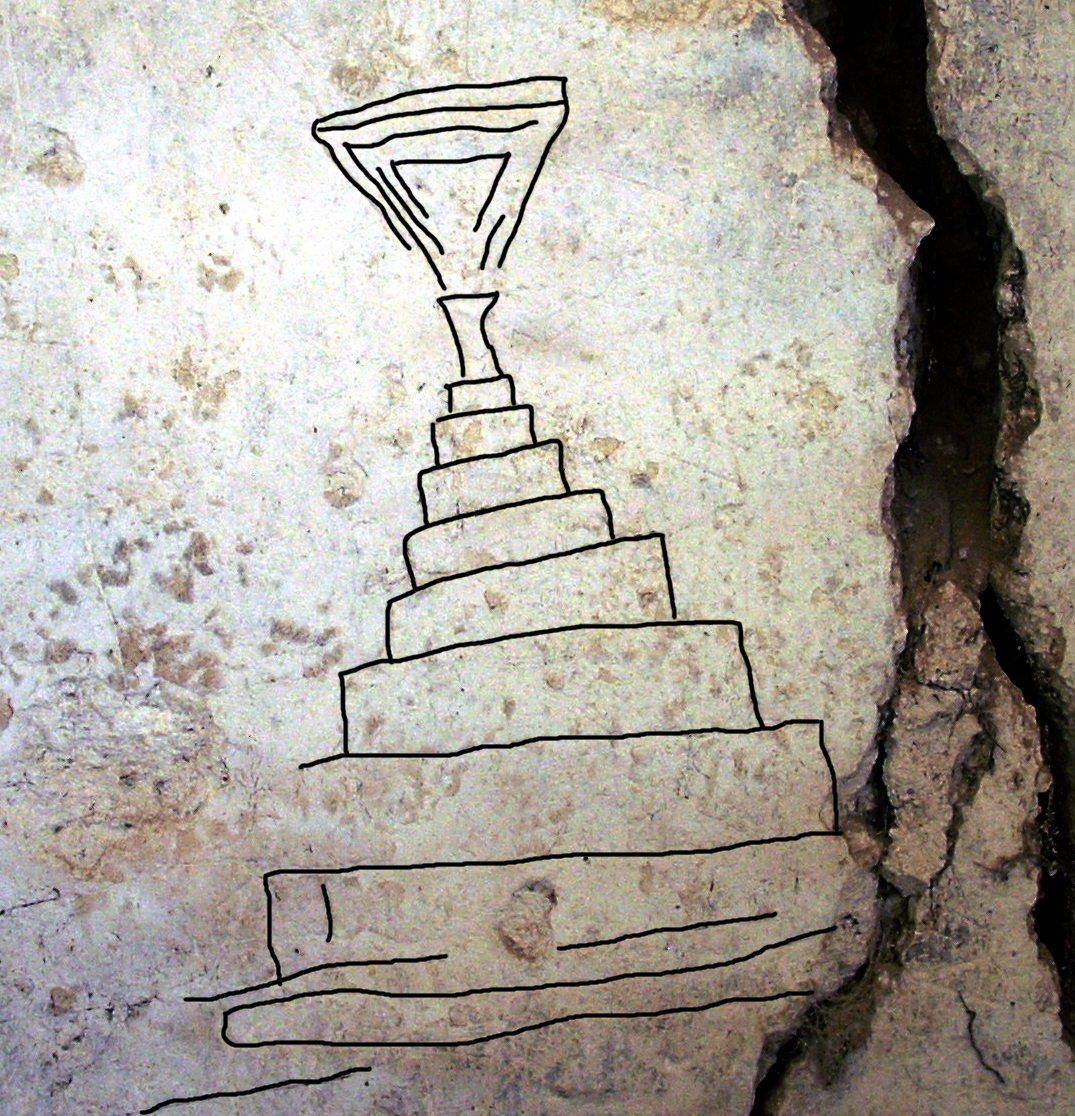

## Тематика
Граффити майя имеют широкий круг тем, от бытовых зарисовок до церемоний, ввиду чего считаются важными в понимании древнего общества майя. Значительное количество рисунков представляют собой геометрические фигуры и абстрактные линии, среди прочих чаще всего встречаются ростовые изображения людей и антропоморфных существ и человеческие головы, а также здания, божества, жертвоприношения, животные (в том числе насекомые, птицы и змеи), стадионы для тлачтли, патолли и иероглифы.
Редкий пример группы связанных общим сюжетом граффити находится в Храме масок в Тикале, они изображают сцену жертвоприношения. Несколько групп граффити известно и в Рио-Беке. Комплексные граффити Рио-Бека могут достигать 2,5 метра в длину. Большинство изображений посвящены знати, однако другие рисунки, вероятно, добавленные поздними поселенцами, содержат мифоллогических существ и женщин.
Рисунки разнятся по качеству, известны как неумелые, так и искусно нанесённые изображения, сравнимые с изобразительным искусством классического периода. Большинство граффити имеют среднее качество.

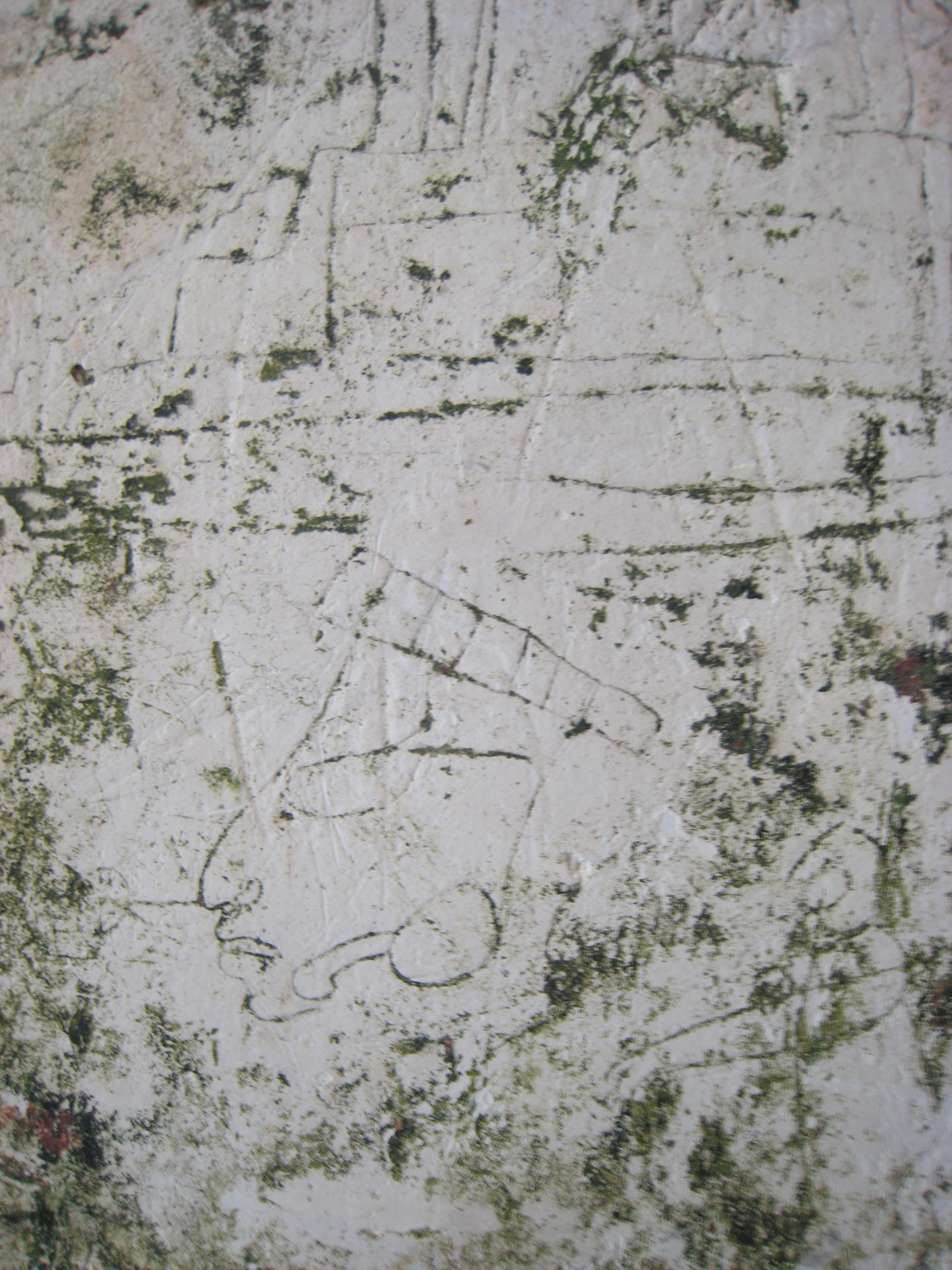
Человеческая голова, Тикаль
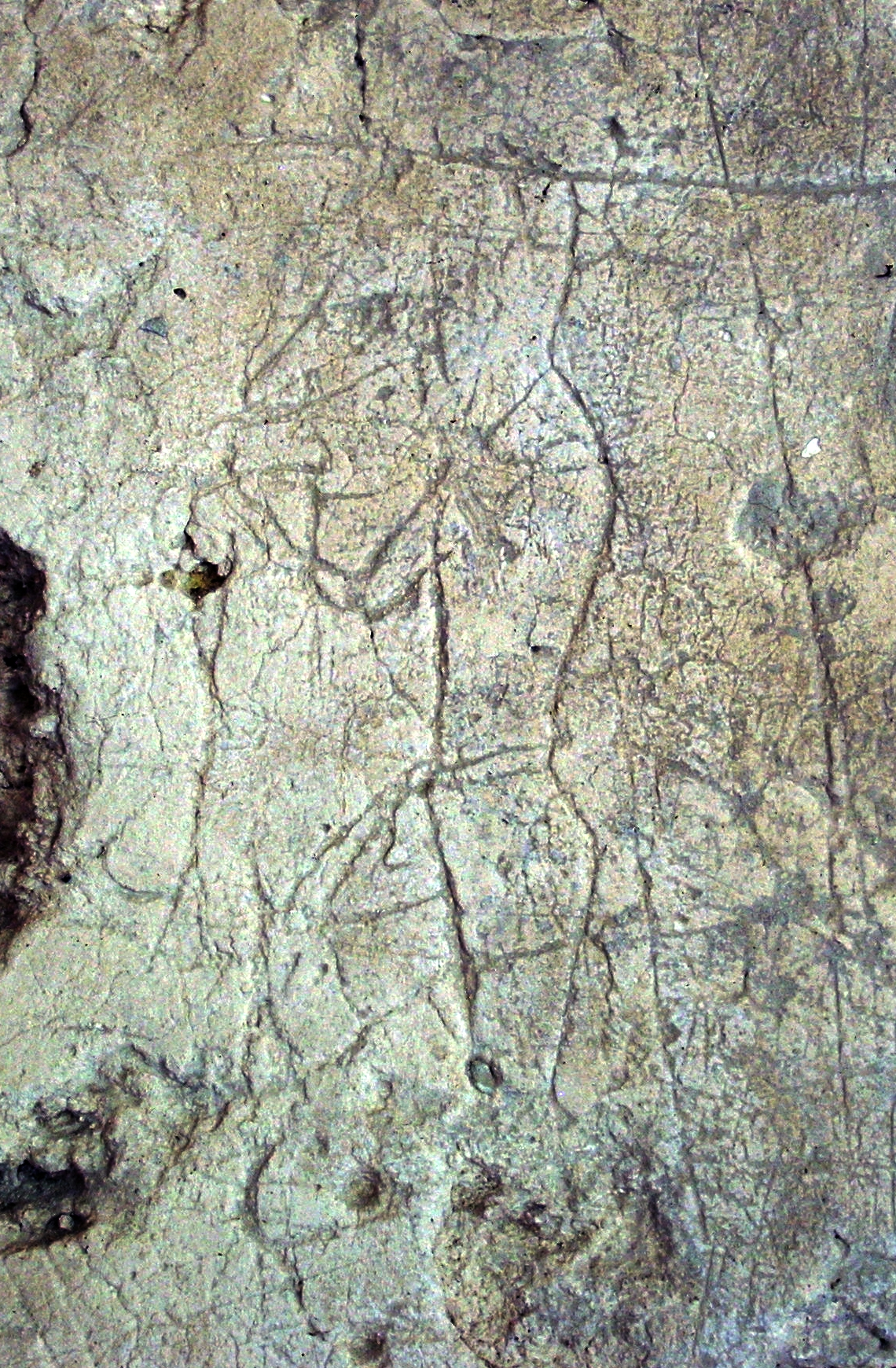
Флейтист, Ла-Бланка

## Авторство и техника

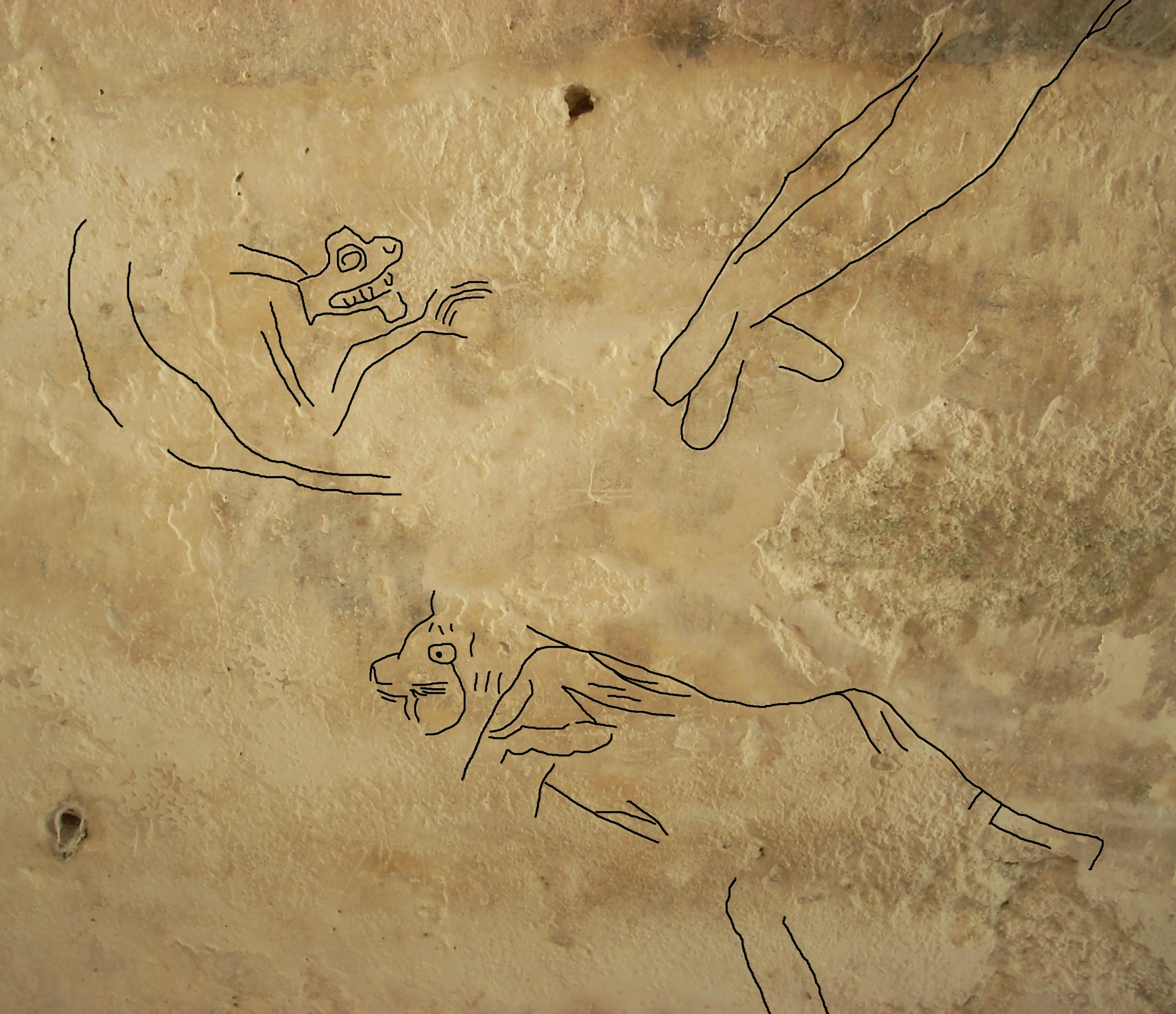
Зооморфный рисунок в Ла-Бланке, прорисовка

Первоначально граффити считались результатом деятельности поселенцев, прибывших в здания в постклассический период. Более поздние исследователи пришли к выводу, что рисунки на стены своих жилищ и мест работы наносили знатные майя, не имеющие художественного образования. Известны три пары граффити, обнаруженные в Рио-Беке и Хольмуле, разделённых более 130 километрами, имеющие одинаковое качество и технику, а также настолько идентичный дизайн вплоть до мельчайших деталей, что их почти однозначно можно счесть рисунками одного и того же позднеклассического автора-самоучки. Все три изображения содержат человека, сидящего на носилках с балдахином, которые несут два человека; сложный геометрический символ и сидящего человека, играющего на духовом инструменте.
Рисунки выцарапаны острыми предметами. Штукатурка майя имеет необычайную крепость, из-за чего выцарапывание сложных кривых было трудным. Цели нанесения граффити пока что не определены. Версии разнятся от «осквернения зданий» до «декоративных», «личных записей» и «магических практик». Большинство граффити с идентифицированным субъектом изображают жизнь знати. Граффити «патолли» всегда находятся на горизонтальных поверхностях, что означает, чтоих использовали для игры. По данным исследователей Хэвилендов, от 66 до 90 процентов рисунков в Тикале было нанесено в состоянии транса.